# RFA Tideforce (A139)
El buque tanque RFA Tideforce (A139) es el cuarto y último de la clase Tide construida para la Royal Fleet Auxiliary (RFA). Fue asignado en 2019.

## Construcción y características
Fue construido por Daewoo Shipbuilding Marine Engineering de Geoje, Corea del Sur. Como cuarto y último de su clase, se unió a la flota en julio de 2019.